# Hamgyong
Hamgyong (en coreano: 함경도) fue una provincia de Corea desde 1509 hasta 1896, cuando se dividió en la actual provincia de Hamgyong del Sur y en Hamgyong del Norte (de la cual más tarde se separaría Rason). 
La capital de la provincia era Hamhung.

## Nombres
La provincia fue primero creada como Yonggil (del coreano: 영길), 永吉, Yŏnggil) en 1413. Fue renombrada Hamgil (함길, 咸吉 Tres años después. En 1470 fue renombrada Yongan (영안, 永安, Yŏngan). En 1509 fue rebautizada Hamgyong por sus dos principales ciudades, Hamhung (함흥, 咸興, Hamhŭng, "Éxito completo") y Kyongsong (경성, 鏡城, Kyŏngsŏng, "Espejo", "Claro" o "Ciudad perceptiva").
En el siglo XVIII, fue transcrito a través del chino como Kyen-king y traducido como "el feliz". En el siglo XIX, se transcribió como Ham-kieng.
Dentro de Corea, la provincia también fue mencionada por su nombre regional Kwanbuk ("Norte de la Cordillera"). En ocasiones, la mitad sur de la provincia estaba incluida en "Kwannam", y "Kwanbuk" se refería solo a la mitad norte.

## Historia
La frontera noreste de Corea se organizó por primera vez en la provincia de Yonggil en 1413.
En 1895, la provincia fue reemplazada por distritos (부, 府, bu) de Kyongsong en el noreste, Kapsan (갑산, 甲山) en el noroeste y Hamhŭng en el sur.
En 1896, el distrito de Kyŏngsŏng se reorganizó en la provincia de Hamgyong del Norte, y los distritos de Kapsan y Hamhŭng se reorganizaron en la provincia de Hamgyong del Sur. Estas divisiones continúan existiendo en la actual Corea del Norte.

## Geografía
Hamgyŏng limitaba en el oeste con P'yŏngan, en el sur con Hwanghae and Gangwon, en el este con el mar del Japón (mar Oriental de Corea), y en el norte con China y Rusia.

### Citas
1. ↑  Regis, 1747, p. 320.
2. ↑  EB, 1878, p. 391.